# Manali (Himachal Pradexe)
Manali (em hindi: मनाली) é um estância de montanha (hill station) situada no norte do estado do Himachal Pradexe, no noroeste da Índia, que faz parte do distrito de Kulu.
Em 2011, a cidade  tinha 8 096 habitantes, 4 717 (58,3%) do sexo masculino e 3 379 (41,7%) do sexo feminino. Situa-se perto da extremidade norte do vale de Kullu, a 2 050 metros de altitude, no vale do rio Beás, 270 km a norte de Shimla, a capital estadual e 40 km a norte da cidade de Kulu. Manali encontra-se no início de uma antiga rota comercial que ligava ao Ladakh e de lá, através do passo de Caracórum, para Iarcanda e Khotan, na bacia do Tarim. É um destino turístico popular e é uma porta de passagem para o distrito de Lahaul e Spiti, bem como Leh.[carece de fontes?]

## História
Manali deve o seu nome do legislador sanatã Manu Smriti. O nome Manali é considerado uma derivação de Manu-Alaya, que literalmente significa "a abóbada de Manu". Segundo a lenda, o sábio Many pousou a sua arca em Manali para recriar a vida humana depois de uma grande tempestade ter inundado o mundo. O vale de Kulu, onde se encontra a cidade, é frequentemente chamado "vale dos Deuses". Na aldeia de Velha Manali (Old Manali) há um templo dedicado a Manu.[carece de fontes?]
Os pomares de macieiras, abundantes na área, foram introduzidos pelos britânicos. O primeiro pomar foi plantado em Patlikuhl. A maior parte dos habitantes vive da cultura de maçãs, ameixas e peras.[carece de fontes?]

## Clima
O clima de Manali é predominantemente frio durante o inverno e e ameno durante o verão. A temperatura média varia entre os 4 e os 26°C no verão e entre -1,6 e 11°C no inverno. A precipitação mensal anual varia entre 31 mm em novembro e 217 mm em julho. Em média, nos meses de inverno e de primavera a precipitação é cerca de 45 mm, aumentando para 115 mm no verão, à medida que a monção se aproxima. A precipitação média anual é 1363 mm. A queda de neve é frequente, sobretudo entre dezembro e o início de março, sendo mais alta normalmente em janeiro.[carece de fontes?]
| Dados climatológicos para Manali | Dados climatológicos para Manali | Dados climatológicos para Manali | Dados climatológicos para Manali | Dados climatológicos para Manali | Dados climatológicos para Manali | Dados climatológicos para Manali | Dados climatológicos para Manali | Dados climatológicos para Manali | Dados climatológicos para Manali | Dados climatológicos para Manali | Dados climatológicos para Manali | Dados climatológicos para Manali | Dados climatológicos para Manali |
| Mês                              | Jan                              | Fev                              | Mar                              | Abr                              | Mai                              | Jun                              | Jul                              | Ago                              | Set                              | Out                              | Nov                              | Dez                              | Ano                              |
| -------------------------------- | -------------------------------- | -------------------------------- | -------------------------------- | -------------------------------- | -------------------------------- | -------------------------------- | -------------------------------- | -------------------------------- | -------------------------------- | -------------------------------- | -------------------------------- | -------------------------------- | -------------------------------- |
| Temperatura máxima recorde (°C)  | 19,5                             | 23,5                             | 27,0                             | 30,0                             | 35,0                             | 33,2                             | 32,6                             | 30,6                             | 29,2                             | 30,0                             | 25,6                             | 21,5                             | 35,0                             |
| Temperatura máxima média (°C)    | 10,6                             | 11,6                             | 15,9                             | 21,9                             | 24,9                             | 27,2                             | 25,9                             | 25,4                             | 25,0                             | 22,5                             | 18,4                             | 13,7                             | 20,4                             |
| Temperatura mínima média (°C)    | −1,6                             | −0,7                             | 2,3                              | 5,8                              | 8,5                              | 12,4                             | 15,4                             | 14,9                             | 11,2                             | 5,5                              | 1,5                              | −0,1                             | 6,5                              |
| Temperatura mínima recorde (°C)  | −11,6                            | −11,0                            | −6,0                             | −1,0                             | 1,0                              | 4,4                              | 7,4                              | 7,0                              | 3,0                              | −1,5                             | −5,0                             | −10,0                            | −11,6                            |
| Precipitação (mm)                | 108,4                            | 133,5                            | 202,3                            | 108,0                            | 78,9                             | 88,0                             | 215,1                            | 221,7                            | 100,4                            | 52,3                             | 43,0                             | 59,5                             | 1 411,1                          |
| Dias com precipitação            | 6,6                              | 8,2                              | 9,3                              | 6,2                              | 5,7                              | 7,3                              | 14,7                             | 15,0                             | 8,5                              | 3,4                              | 2,8                              | 3,5                              | 91,1                             |